# Sofie Johansson
Sofie Johansson, född 1 juli 1985 i Skärplinge i Tierps kommun, är en svensk orienterare. Moderklubb Tierps SOK.
Sedan 2008 tillhör hon världseliten i orientering. Hon gjorde seniordebut i internationella mästerskap på EM i Lettland 2008 där hon kom 5:a på långdistansen och 8:a på sprintdistansen, en månad senare kom hon tvåa vid en världscupdeltävling i Norge. Vid VM 2008 i Tjeckien kom hon 6:a på långdistansen och ingick i det svenska bronslaget.